# 青山学院初等部
青山学院初等部（あおやまがくいん しょとうぶ）は、東京都渋谷区渋谷にある私立小学校。設置者は学校法人青山学院。

## 概要
青山学院初等部の起源は、1874年（明治7年）の女子小学校（後の海岸女学校）に求められる。初等部の設立には、米山梅吉や津田仙らの協力が合った。1937年（昭和12年）に青山学院緑岡小学校設立、初代校長に校友である米山梅吉が就任。旧校名の「緑岡」は学校がある旧緑岡町に因むもの。
青山学院はメソジスト派のミッションスクールであり、キリスト教精神に基づいた教育を行っており、初等部にはイースター礼拝などの宗教行事がある。施設としては、ドイツ製パイプオルガンを設置した米山記念礼拝堂などが置かれている。初等部のある場所は、もとは小松宮邸が置かれてあったため、その当時の名残である日本庭園が残されている。春日灯籠の菊花紋章などにそれを読み取ることが出来る。
- 所在地：東京都渋谷区渋谷4-4-25
- 1937年創立（1946年に「青山学院初等部」となる）
- 系列校：青山学院幼稚園、青山学院中等部・高等部、青山学院女子短期大学、青山学院大学、同大学院。
- 児童数：男子360名、女子360名。合計720名。1学年4学級（杏・桜・梅・桃）。
- 制服：有り。夏服と冬服がある。
- かばん：ランドセル無し→手提げかばん。
- 給食：有り（ただし週1回木曜日は弁当制。弁当は6学年のうち5学年である。残りの1学年はランチョンという食事会のようなものがあり、特別な給食を食堂で先生と食べる[1]）
- 登校日：週5日間登校。

## その他
- 手作りの通学バッグを使用させたり、毎日礼拝があったりするなど独自の教育方針を持つ。
- また、季節の食材を子供に教えるという食育も実践している。
- 青山学院全体と同様にキリスト教の教えをもとにしている。
- 「米山記念礼拝堂」などの校舎を持つ[2]。
- 部活動の一つであるラグビーチームは、1953年（昭和28年）に誕生しており、日本で最も古い少年ラグビーチームである。

## 教育理念
青山学院初等部は、青山学院教育方針にもとづいて、
神から与えられた賜物を活かし、感謝の心をもって祈り、神と人に仕える人間を育てる。

## プロジェクト
青山学院初等部には5年生以上が選択するプロジェクトというものがある。これは他の学校でいう「総合的な活動」である。
- 総合プロジェクト
- 6年プロジェクト
- 5年プロジェクト
- 宗教プロジェクト
- 環境プロジェクト
- 保険プロジェクト
- 運動プロジェクト
- 防災プロジェクト
- 給食プロジェクト
- ホームページプロジェクト
- 販売プロジェクト
- 放送プロジェクト
- 学習センタープロジェクト
- 新聞プロジェクト
- 校庭プロジェクト
- SDGsプロジェクト

## クラブ活動
- ラグビー部
- 聖歌隊
- 水泳クラブ
- アマチュア無線クラブ
- ランニングクラブ
- 自転車クラブ
- 女子スポーツクラブ
- トランペット鼓隊
- 英語クラブ
- 美術クラブ
- ハンドベルクワイア
- 探検劇場クラブ（休部中）

## 安心ハイレコ
2006年（平成18年）より、登下校確認システム「安心ハイレコ」を導入している。
登校・下校時、ハイレコカードもしくはハイレコ機能付きFeliCaカードを教室・校門付近に設置してあるFeliCaポートにタッチすると、保護者の携帯電話にメールで、登下校お知らせメールが届くシステムとなっておる。このシステムを応用し、警報時などの連絡にも使用されている。

## 出身者
- 鳩山二郎（政治家、内閣府副大臣、元大川市長）
- 辛東主（重光宏之。実業家、日本ロッテグループ副会長）
- 辛東彬（重光昭夫。実業家、韓国ロッテグループ会長、ロッテホールディングス会長）
- 川邊健太郎（実業家、ヤフー社長・最高経営責任者（CEO）、日本IT団体連盟会長）
- 岩渕健輔（ラグビー選手、神戸製鋼コベルコスティーラーズ、ラグビー日本代表GM）
- 高橋克典（俳優）
- 寺島しのぶ（女優）
- 渡辺大（俳優）
- 杏（モデル）
- 市川翠扇 (4代目)（舞踏家、女優）
- 笹本玲奈（女優）
- 大月ウルフ（俳優）
- 夏川かほる（女優）
- 降谷建志（歌手、Dragon Ash）
- tohko（歌手）
- 太田垣悠（リヨン国立オペラバレエ団ダンサー）
- 河合彩（元フィギュアスケート・アイスダンス選手、元日本テレビアナウンサー）
- 田淵裕章（フジテレビアナウンサー）
- 小川彩佳（フリーアナウンサー、元テレビ朝日アナウンサー）
- 三田友梨佳（フリーアナウンサー、元フジテレビアナウンサー）
- 安村直樹（日本テレビアナウンサー）
- 浅見帆帆子（エッセイスト）
- 松下恵（エッセイスト)
- 梶原一騎（漫画原作者、中退）
- 筒美京平（作曲家）
- 一柳慧（作曲家、ピアニスト）
- フジコ・ヘミング（ピアニスト）
- 高嶋ちさ子（タレント、ヴァイオリニスト）
- 福本茉莉（オルガニスト）
- 和泉元彌（狂言師、タレント）
- 市川團十郎 (12代目)（歌舞伎役者）
- 市川團十郎 (13代目)（歌舞伎役者）
- 尾上菊五郎 (8代目)（歌舞伎役者）
- 片岡孝太郎（歌舞伎役者）
- 片岡千之助（歌舞伎役者）
- 中村勘九郎 (6代目)（歌舞伎役者）
- 中村福助 (9代目)（歌舞伎役者）
- 中村芝翫 (8代目)（歌舞伎役者）
- 中村児太郎 (6代目)（歌舞伎役者）
- 中村橋之助 (4代目)（歌舞伎役者）
- 中村福之助 (3代目)（歌舞伎役者）
- 中村歌之助 (4代目)（歌舞伎役者）※2008年度より在学
- 市川染五郎 (8代目)（歌舞伎役者）※2011年度より在学
- 市川團子 (5代目)（歌舞伎役者）※2010年度より在学
- 花田優一（靴職人）
- 奥山大史（映画監督）
- 永井大介（オートレース選手）